# Застав'я (Зорянська сільська громада)
Заста́в'я —  село в Зорянській сільській громаді Рівненського району Рівненської області України. Населення становить 251 осіб.

## Населення

### Мова
Розподіл населення за рідною мовою за даними перепису 2001 року:
| Мова       | Кількість | Відсоток |
| ---------- | --------- | -------- |
| українська | 251       | 100%     |

## Галерея

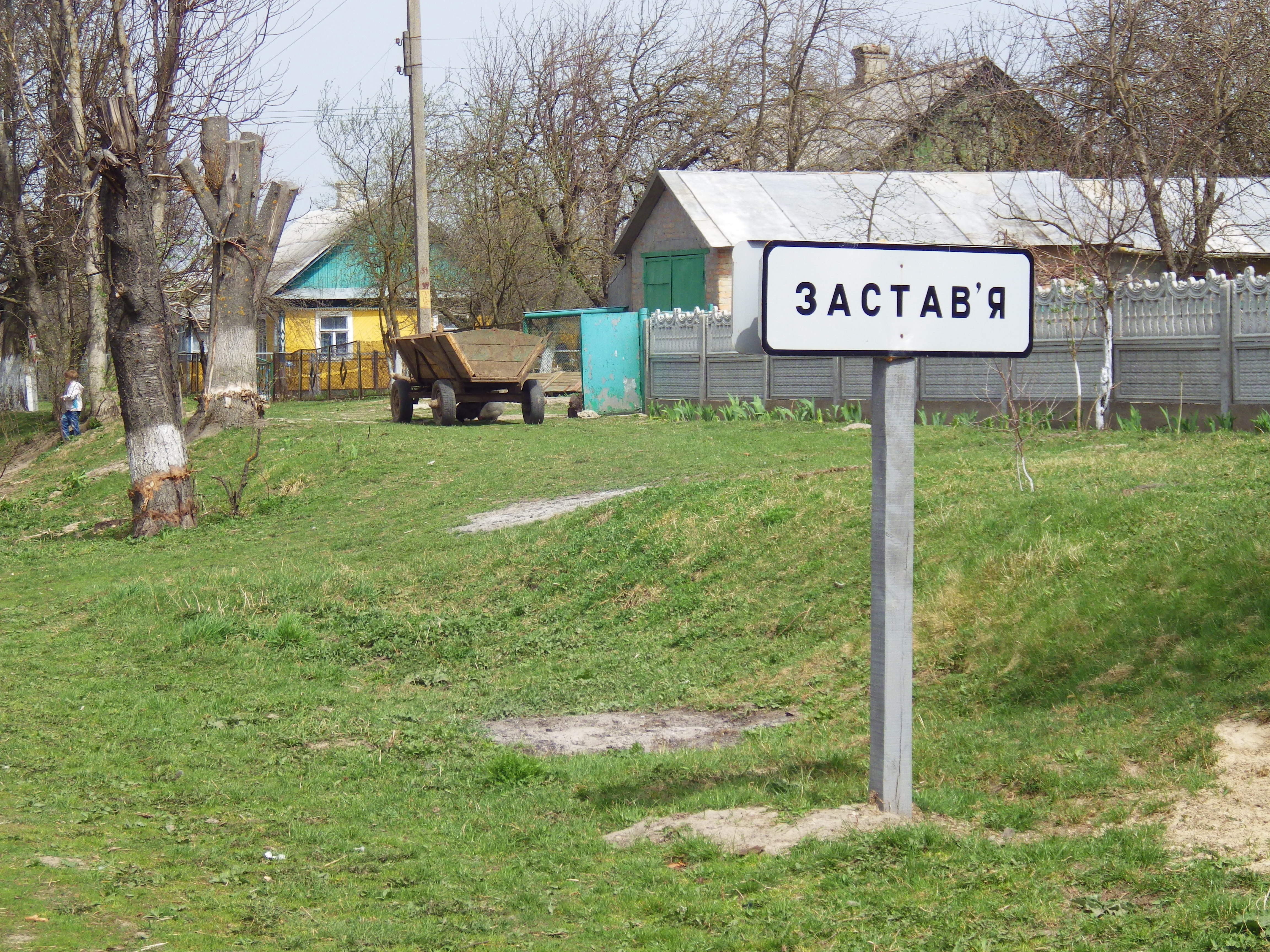
В'ї зд у село
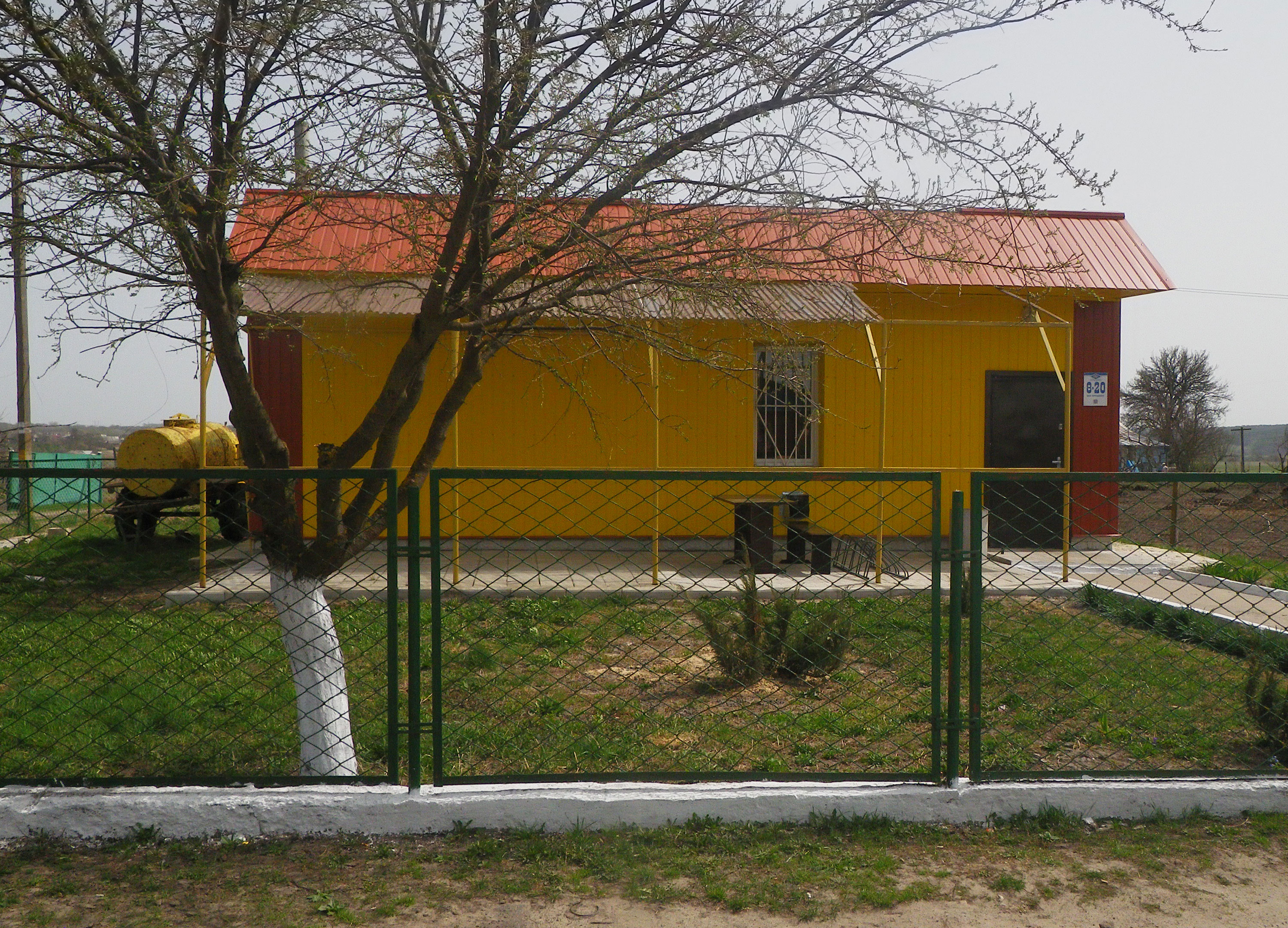
Магазин
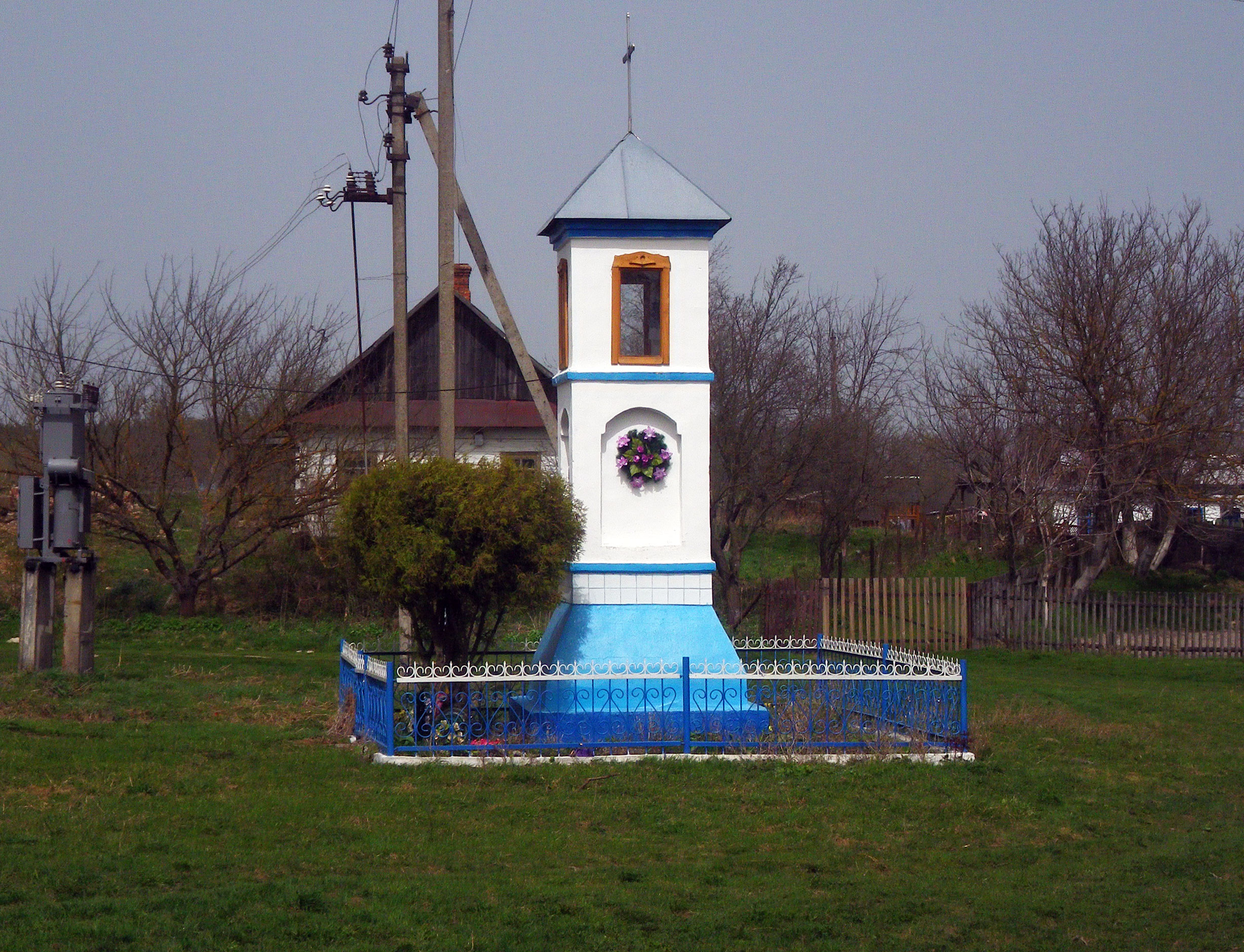
Каплиця
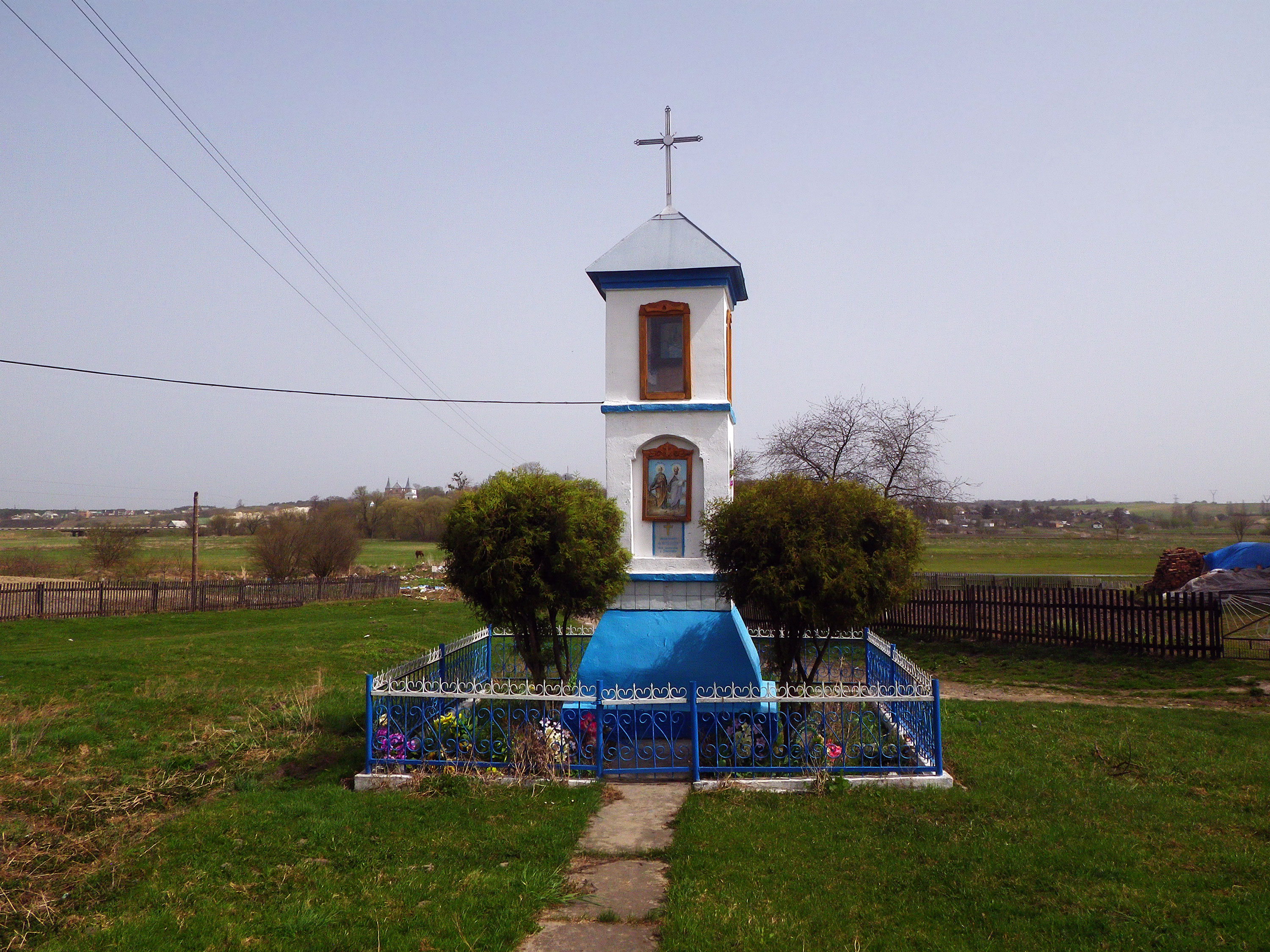
Каплиця